# Rumex magellanicus
Rumex magellanicus là một loài thực vật có hoa trong họ Rau răm. Loài này được Campd. miêu tả khoa học đầu tiên.